# Teatr Dramatyczny w Irbicie
Teatr Dramatyczny w Irbicie, pełna nazwa: Miejski Teatr Dramatyczny w Irbicie im. Aleksandra Nikołajewicza Ostrowskiego (ros. Ирбитский муниципальный драматический театр им. А. Н. Островского) – teatr znajdujący się w rosyjskim mieście Irbit, w obwodzie swierdłowskim, założony w 1846 roku, co czyni jednym z najstarszych rosyjskich teatrów położonych za Uralem. Patronem teatru jest rosyjski pisarz dramatyczny, Aleksander Nikołajewicz Ostrowski. 

## Historia
Najstarsza wzmianka o przedstawieniu teatralnym jakie miało odbyć się w mieście pochodzi z 1800 r., ale brak o nim dokładniejszych danych. Pierwsze udokumentowane źródłami przedstawienie teatralne zostało wykonane w Irbicie 1 lutego 1846 r. przez tzw. trupę Sokołowa, która wizytowała miasto z powodu odbywającego się tu jarmarku. W drewnianym budynku zbudowanym w 1845 r. trupa ta wystawiła Rewizora autorstwa Nikołaja Gogola. Wiadomo, że w budynku znajdowały się galerie, specjalne loże balkonowe oraz rzędy krzeseł, jego pojemność pozostaje jednak nieznana. Historia teatru w Irbicie związana jest właśnie w owymi jarmarkami, z których miasto słynęło w tym regionie Imperium Rosyjskiego. Miasto odwiedzane było przez zespoły teatralne m.in. z Jekaterynburga i Permu. Trupy odwiedzające Irbit grały przedstawienia rosyjskich autorów, ale także m.in. Williama Szekspira czy Fryderyka Schillera. Z biegiem lat drewniany budynek przestał odpowiadać potrzebom, a jego naprawy były coraz bardziej kosztowne. Właściciele teatru (pozostawał on bowiem w rękach prywatnych) przy finansowym wsparciu władz miasta rozpoczęli budowę nowej siedziby. 
Tym sposobem w 1884 r. oddano do użytku pierwszy murowany budynek, który miał się stać centrum życia teatralnego w Irbicie. Główna sala mogła pomieścić 600 osób, co czyniło teatr większym od swego odpowiednika w Jekaterynburgu. W 1919 r. powołano pierwszą grupę teatralną, która miała rezydować w mieście na stałe. 20 października 1920 r. rozpoczęła ona swoją działalność wystawiając jedną ze sztuk Aleksandra Ostrowskiego. Budynek teatru kilkakrotnie płonął, ale za każdym razem był odbudowywany. Początkowo Teatr Irbicki był częścią teatru w Swierdłowsku, ale w 1937 r. usamodzielnił się i stał się niezależną jednostką. Jesienią 1950 r. nadano mu imię Aleksandra Nikołajewicza Ostrowskiego. 
W 1993 r. po rozpadzie Związku Radzieckiego Teatr Dramatyczny w Irbicie zaczął podlegać pod samorządowe władze miasta, a do jego nazwy dodano człon "miejski". Od tego czasu zdobywa on nagrody teatralne w Rosji (m.in. za aranżację sceny czy najlepszy duet aktorski). Organizuje też cykliczne festiwale teatralne pod nazwą "Sceny Irbickiej", a także konkursy dla młodych talentów. Grupa teatralna dawała przedstawienia w miastach Kraju Permskiego, obwodu tiumeńskiego i Białorusi. 24 marca 2011 r. w murach budynku teatru została otwarta wystawa ze stałą ekspozycją poświęconą historii placówki. Okazją do jej otwarcia była sto sześćdziesiąta piąta rocznica założenia teatru. Gromadzi ona stare fotografie, plakaty, programy, ulotki i inne pamiątki związane z dziejami irbickiego teatru. 

## Teatr Obecnie

### Dane techniczne
- Ostatnia rekonstrukcja budynku: 1953 r.
- Liczba miejsc na widowni: 400
- Wysokość sceny: 6 m
- Szerokość sceny: 8,4 m
- Głębokość fosy orkiestrowej: 2 m[8].

### Wybrany repertuar
- Chłopka (Nikołaj Niekrasow)
- Oskar (Éric-Emmanuel Schmitt)
- Czerwony Kapturek (Charles Perrault)
- Pory roku (Samuel Marszak)
- Kwadratura koła (Walentin Katajew[2].